# Тумасик

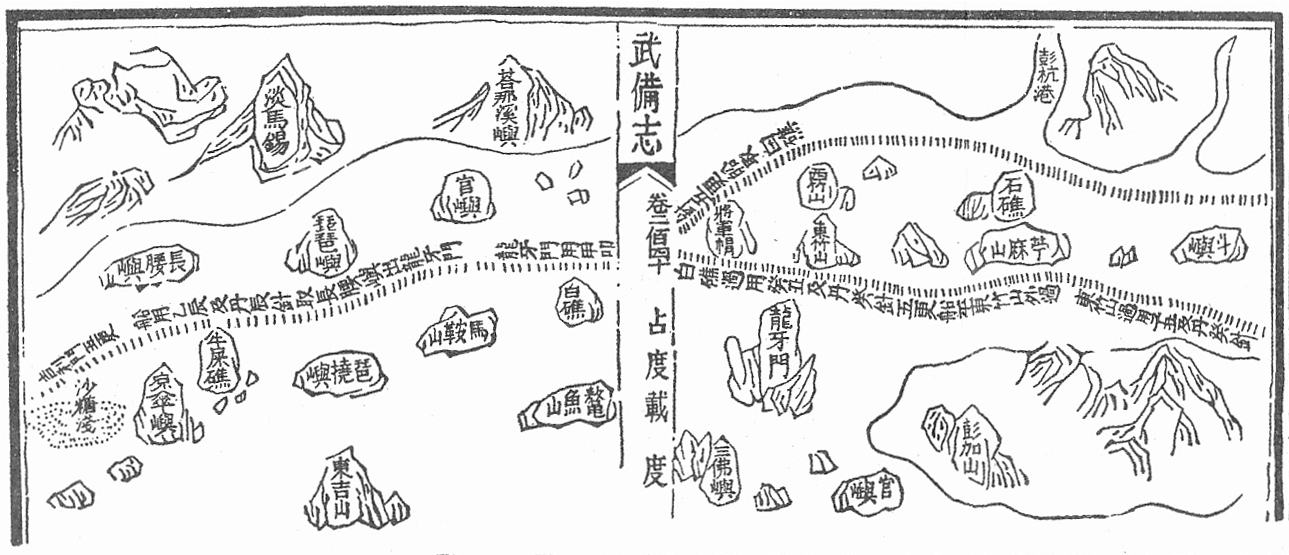
Фрагмент карты Мао Куня из энциклопедии Убэй чжи.
Тумасик обозначен иероглифами 淡馬錫 в верхней левой части.

Тума́сик (яв. Tumasik — Морской город), называемый иногда Тема́сек — остров Сингапур до XV века и средневековое государство, на месте современного Сингапура.

## История
Первые упоминания об острове с яванским именем Тумасик обнаруживаются в китайских хрониках III века. Находясь на пересечении водных путей, он играл важную экономическую роль, как перевалочный и торговый пункт. Остров входил в состав империи Шривиджая, с центром на Суматре. В 1299 году, в ходе распада империи, на острове образовалось одноимённое государство. В XIV веке Тумасик попадает под власть Маджапахита. Затем, с ослаблением последнего, контролируется тайским государством Аютия. В XV веке Тумасик становится частью Малаккского султаната. Далее постепенно приходит в упадок.

## Память
Согласно имеющимся историческим источникам, а именно, дневникам путешественников и археологическим находкам, жизнь Тумасика прослеживается, по крайней мере, с начала II века. Остатки старой керамики, монет, ювелирных изделий и других найденных артефактов говорят об устойчивых торговых связях с различными частями Китая, Индии, Шри-Ланке и Индонезии, обусловленных нахождением Тумасика на Великом шёлковом пути.
Кроме того, в жизни современного Сингапура также имеются напоминания о прошлом. Например, Орден Темасека — высшая государственная награда Сингапура или Temasek Holdings — принадлежащая государству Сингапур крупнейшая в Азии инвестиционная компания.